# Ty Ty (Géorgie)
Pour les articles homonymes, voir Ty Ty.
Ty Ty est une ville américaine située dans le comté de Tift, en Géorgie. Selon le recensement de 2020, sa population est de 641 habitants.